# Jovanka Šotolová
Jovanka Šotolová (ur. 6 listopada 1961 w Pradze) – czeska tłumaczka i krytyk literacka. Jest założycielką portalu internetowego „iLiteratura.cz” oraz jego redaktorką naczelną. Tworzy przekłady z języka francuskiego. Jej dorobek obejmuje także prace z zakresu traduktologii.
Jest córką pisarza Jiřego Šotoly. Ukończyła studia na Wydziale Filozoficznym Uniwersytetu Karola (FF UK). W 2003 r. została zatrudniona w Instytucie Translatologii FF UK.

## Twórczość

### Przekłady
- Carmignani, Jean-Carlos: Evropa romantiků. Ilustrované dějiny světa – díl 12. L'Europe des romantiques. Gemini, Praha 1995
- Cérésa, Francois: Cosetta (Cosette). Přel. Helena Beguivinová a Jovanka Šotolová. Academia, Praha 2002, 417 s.
- Echenoz, Jean: Běhat (Courir). Mladá fronta. Praha 2009, 102 s.
- Echenoz, Jean: Cherokee (Cherokee). EWA, Praha 1996
- Echenoz, Jean: Jdu (Je m´en vais). Jitro, Praha 2003, 224 s.
- Echenoz, Jean: Ravel (Ravel). Mladá fronta. Praha 2009, 96 s.
- Echenoz, Jean: U piána (Au piano). Jitro, Praha 2006, 148 s.
- Genet, Jean: Pohřební obřad (Pompes funebres). Přel. Jovanka Šotolová, básně Jiří Pelán. Garamond, Praha 2004, 276 s.
- Hak, Pavel: Vomito negro. Torst, Praha 2013, 132 s.
- Jarry, Alfred: Dny a noci, román o dezertérovi (Les jours et les nuits. Roman d´un déserteur). Garamond, Praha 2001, 160 s.
- Malaquais, Jean: Javánci (Les Javanais). Mot, Praha 2012
- Raymond-Thimonga, Philippe: Podobenství (Ressemblances). Dauphin, Praha 2002, 90 s.
- Renesance a humanismus. Ilustrované dějiny světa – díl 9. Gemini, Praha 1995, 104 s.
- Toussaint, Jean-Philippe: Autoportrét (v cizině) (L´Autoportrait (a l´étranger). Dauphin, Praha 2002, 80 s.
- Toussaint, Jean-Philippe: Fotoaparát (L'appareil-photo). Dauphin, Praha 1997
- Toussaint, Jean-Philippe: Koupelna (La Salle de bains). Fra, Praha 2013
- Toussaint, Jean-Philippe: Milovat se (Faire l´amour). Garamond, Praha 2004, 108 s.
- Toussaint, Jean-Philippe: Televize (La télévision). Dauphin, Praha 2000, 140 s.
- Toussaint, Jean-Philippe: Utíkat (Fuir). Garamond, Praha 2006, 110 s.
- Úsvit civilizací. Ilustrované dějiny světa – díl 2. Gemini, Bratislava 1992, 104 s.
- Viel, Tanguy: Absolutní dokonalost zločinu. In Francouzská čítanka. Antologie současné francouzské prózy. Gutenberg, Praha 2004.

### Antologie
- Šotolová, Jovanka (red.). Francouzská čítanka. Antologie současné francouzské prózy. Gutenberg, Praha 2004. 398 s.